# Брусникова, Нина Владимировна
Ни́на Влади́мировна Брусни́кова (род. 16 октября 1960) — оператор машинного доения племенного завода-колхоза «Аврора» Грязовецкого района Вологодской области, Герой России (5 октября 2006). Член Высшего совета партии «Единая Россия».

## Биография
Родилась 16 октября 1960 года и выросла в деревне Панкратово Грязовецкого района Вологодской области (сейчас входит в Сидоровское муниципальное образование) в многодетной крестьянской семье. В 1980 году окончила Вологодский сельскохозяйственный техникум.
С 1980 года работала кассиром в совхозе «Сидоровский» Грязовецкого района, с 1982 — няней в детском саду совхоза «Аврора» там же. С 1984 года работала оператором машинного доения совхоза «Аврора» в деревне Барское-Сырищево Комьянского сельсовета Грязовецкого района. С 1999 года начала работать со стадом молодых коров в племзаводе-колхозе «Аврора». Благодаря её усилиям надои в стаде регулярно повышались — с 6,5 тыс. кг молока с одной коровы в 2001 году до 9 тыс. кг в 2005. В 2006 году в стаде было 5 коров, которые давали более 11 тыс. кг молока в год.
24 апреля 2006 года Нина Владимировна заметила возгорание прошлогодней травы на территории животноводческого комплекса. Поняв, что самостоятельно справиться с огнём не удастся, она вызвала пожарную бригаду и до её прибытия принимала все возможные меры, чтобы огонь не распространился на сооружения племзавода. По оценке пожарных, именно её действия помогли предотвратить крупный пожар.
Указом Президента Российской Федерации от 5 октября 2006 года «за проявленный героизм и самоотверженность при спасении от огня животноводческого комплекса и высокие достижения в труде» Нине Брусниковой было присвоено звание Героя Российской Федерации. 30 ноября 2006 года «за особый личный вклад в развитие сельскохозяйственной отрасли, стабильно высокие производственные достижения» ей было присвоено звание «Почётный гражданин Грязовецкого муниципального района».
В 2007 году возглавляла федеральный список Аграрной партии России на Выборах в Государственную думу.
Живёт в деревне Евдокимово (Комьянское муниципальное образование Грязовецкого района).